# بخش گرومس
بخش گرومس (به سوئدی: Grums kommun) یک ناحیه شهری در سوئد است که در شهرستان ورملاند واقع شده‌است.